# Mata de São Domingos de Benfica
A Mata de São Domingos de Benfica é uma área de cerca de 10 hectares na freguesia de São Domingos de Benfica, em Lisboa.
Possui várias espécies de árvores sendo o eucalipto a espécie mais predominante.
Está equipada com algum equipamento como por exemplo uma torre de escalada , um circuito de obstáculos , um parque infantil , entre outros.
É utilizada também para actividades de educação ambiental e percursos pedestres.